# Юозас Манюшис
Юозас (Йосип Антонович) Манюшис (лит. Juozas Maniušis; 25 грудня 1910, село Мальковка Мстиславського повіту, тепер Мстиславського району Могильовської області, Білорусь — 17 березня 1987, місто Вільнюс, тепер Литва) — радянський діяч, секретар ЦК КП Литви, голова Ради міністрів Литовської РСР. Член Бюро ЦК КП Литви в 1954—1981 роках. Кандидат у члени ЦК КПРС у 1971—1981 роках. Депутат Верховної ради Литовської РСР. Депутат Верховної ради СРСР 6—10-го скликань. Кандидат економічних наук (1963), доктор економічних наук (1970).

## Життєпис
Народився в селянській родині вихідців з Литви.
У 1927—1931 роках навчався в Мінському педагогічному технікумі. У 1931—1932 роках працював учителем середньої школи в Білоруській РСР.
У 1932—1938 роках — студент Ленінградського автодорожнього інституту імені Куйбишева.
У 1938—1941 роках — старший інженер управління Українського дорожньо-мостового тресту Головного управління шосейних доріг НКВС СРСР у містах Києві та Бердичеві; інженер-конструктор, проєктувальник Ленінградської контори «Союздорпроєкт».
У 1941—1944 роках — у Червоній армії, учасник німецько-радянської війни.
У 1944—1947 роках — голова Планової комісії виконавчого комітету Вільнюської міської ради депутатів трудящих.
Член ВКП(б) з 1945 року.
Одночасно у 1946—1947 роках — заступник голови виконавчого комітету Вільнюської міської ради депутатів трудящих Литовської РСР.
У 1947—1950 роках — голова виконавчого комітету Каунаської міської ради депутатів трудящих Литовської РСР.
У 1950—1954 роках — міністр житлово-цивільного будівництва Литовської РСР.
У 1954—1955 роках — міністр міського і сільського будівництва Литовської РСР.
У 1955 — 13 квітня 1967 року — секретар ЦК КП Литви із промисловості. Одночасно 7 грудня 1962 — грудень 1964 року — голова Бюро ЦК КП Литви із промисловості.
14 квітня 1967 — 16 січня 1981 року — голови Ради міністрів Литовської РСР.
У січні 1981 — 1985 року — директор Інституту економіки Академії наук Литовської РСР.
З 1985 року — персональний пенсіонер союзного значення в місті Вільнюсі.
Помер 17 березня 1987 року в місті Вільнюсі.

## Нагороди
- два ордени Леніна
- орден Жовтневої Революції
- орден Вітчизняної війни ІІ ст.
- три ордени Трудового Червоного Прапора
- орден «Знак Пошани»
- медаль «За оборону Ленінграда»
- медалі